# Traumazine
Traumazine è il secondo album in studio della rapper statunitense Megan Thee Stallion, pubblicato il 12 agosto 2022 dalle etichette discografiche 1501 Certified e 300 Entertainment.

## Antefatti e cause legali
Nel 2020 Megan Thee Stallion ha avviato una causa legale con la sua etichetta discografica 1501 Certified Entertainment per rinegoziare il suo contratto, dopo che la sua società di management Roc Nation lo aveva giudicato «incerto». Quando Something for Thee Hotties è stato pubblicato, l'etichetta discografica non lo ha riconosciuto come album, perché contiene 29 minuti di materiale inedito invece di 45, quindi la rapper avrebbe dovuto pubblicare altri due album oltre al mixtape. Il 18 febbraio 2022, la rapper ha iniziato una causa legale contro l'etichetta sostenendo che Something for thee Hotties rispetta la definizione di album.
Dopo la copertina di Rolling Stone del giugno 2022, in cui Megan ha rivelato di aver collaborato con Future per il suo imminente secondo album in studio in una canzone intitolata Pressurelicious, l'11 agosto 2022 Megan Thee Stallion, attraverso il proprio profilo Twitter, ha annunciato che il suo secondo album in studio Traumazine sarebbe stato pubblicato il giorno successivo. La rapper ha anche fatto riferimento alla causa legale, esprimendo la sua delusione e il suo disagio emotivo per la difficoltà che sta incontrando nel pubblicare la sua musica, ma ha concluso il suo messaggio ai fan con la frase «siamo quasi fuori».
La settimana successiva alla pubblicazione dell'album, la rapper ha presentato una nuova denuncia, chiedendo il riconoscimento del suo adempimento al contratto, chiedendo inoltre un milione di dollari come risarcimento.

## Descrizione
Il progetto discografico vede la partecipazione di numerosi produttori discografici, tra cui Juicy J e Murda Beatz, e artisti, quali Dua Lipa, Future, Lil' Keke, Lucky Daye, Latto, Key Glock, Pooh Shiesty, Jhené Aiko e Rico Nasty. Il significato della parola che dà il nome all'album, «Traumazine» è stato creato dalla stessa cantante, che lo ha definito in un post su Instagram: «una sostanza chimica rilasciata nel cervello quando si è costretti ad affrontare "emozioni dolorose causate da eventi ed esperienze traumatiche". Vedi sinonimi: auto-realizzazione».

Megan Thee Stallion, intervistata da Ebro Darden e Nadeska Alexis per Apple Music 1 ha raccontato il processo creativo e il significato dell'album:
(Megan Thee Stallion)

## Accoglienza
| Recensione          | Giudizio |
| ------------------- | -------- |
| Clash               | 8/10     |
| NME                 |          |
| Pitchfork           | 7/10     |
| Rolling Stone       |          |
| Slant Magazine      |          |
| The Guardian        |          |
| The Daily Telegraph |          |

Traumazine è stato accolto positivamente dalla critica. Su Metacritic, che assegna un punteggio normalizzato su 100 alle recensioni di pubblicazioni professionali, l'album ha ottenuto un punteggio medio di 82 sulla base di 9 recensioni.
Il giornalista del Time, Moises Mendez II, scrive che la rapper «alterna l'abbattimento di ogni ostacolo che si frappone sulla sua strada alla consapevolezza che per superare alcuni ostacoli ci vorrà più tempo di altri» e che «con Traumazine la vediamo scavare più a fondo nelle sue insicurezze», citando i «versi più strazianti dell'album», riferiti alla morte dei genitori della cantante. Mendez II sottolinea che «il tono della produzione è cupo e minaccioso», con riferimenti testuali alla difficile ascesa di una donna afroamericana nell'industria musicale e alla battaglia legale per sciogliere il contratto discografico con la 1501 Certified.
La redattrice di NPR Sidney Madden definisce l'album «un enorme passo artistico» perché «le tracce sono compensate da profonde riflessioni sui traumi che ha vissuto finora nella sua vita e, in particolare, sugli alti standard della società sulle donne nere quando vengono oggettivate». Madden spiega che il progetto è paragonabile a un diario in cui la rapper «ha un flusso di coscienza. [...] È crudo. È reale. E non può essere falsificato».

## Tracce
1. NDA – 3:21 (Megan Thee Stallion, Hitkidd)
2. Ungrateful (feat. Key Glock) – 2:34 (Megan Thee Stallion, Key Glock, BandPlay)
3. Not Nice – 2:45 (Megan Thee Stallion, D. Sims, P Raw, SSV)
4. Budget (feat. Latto) – 3:21 (Megan Thee Stallion, Latto, OG Parker, Romano & Rvei)
5. Her – 2:17 (Megan Thee Stallion, CashMoneyAP, YoungKio, Malibu Babie, Vaughn Oliver)
6. Gift & a Curse – 2:52 (Megan Thee Stallion, Murda Beatz, G6)
7. Ms. Nasty – 2:11 (Diego Ave, Joel Banks, Megan Thee Stallion, Shawn “Source” Jarrett, Taylor Banks)
8. Who Me (feat. Pooh Shiesty) – 1:58 (Megan Thee Stallion, Pooh Shiesty, KTOE, Taz Taylor, G6)
9. Red Wine – 2:34 (David Wilson, Whethan, Joel Banks, Megan Thee Stallion, Shawn Jarrett, Taylor Banks)
10. Scary (feat. Rico Nasty) – 2:33 (Rico Nasty, Megan Thee Stallion, Avedon)
11. Anxiety – 2:15 (Go Grizzly, Megan Thee Stallion)
12. Flip Flop – 2:08 (Megan Thee Stallion, Julian Mason, FranchiseDidIt, Kelvin “K.B.” Bradshaw, Lloyd “Spec” Turner, Timothy Arthur Hoyle, Walter “Mucho” Scott, William A Aquart Jr)
13. Consistency (feat. Jhené Aiko) – 3:40 (Megan Thee Stallion, Jhené Aiko, Bongo, Marcus Hodge, Ernie Isley, Marvin Isley, O’Kelly Isley, Ronald Isley, Rudolph Isley, Chris Jasper)
14. Star (feat. Lucky Daye) – 3:30 (J. White Did It, Vell, David Brown, Megan Thee Stallion)
15. Pressurelicious (feat. Future) – 2:53 (Megan Thee Stallion, Future, Hitkidd, Payday, Pardison Fontaine, G6)
16. Plan B – 2:43 (Megan Thee Stallion, Shawn “Source” Jarrett, Hitmaka, Omar Grand, Rob Holladay)
17. Southside Royalty Freestyle (feat. Sauce Walka, Big Pokey e Lil Keke) – 4:03 (Megan Thee Stallion, Sauce Walka, Chris Jasper, Dorie Lee Dorsey, Ernie Isley, Marvin Isley, O’Kelly Isley, Robert Davis, Ronald Isley, Ronnie Spencer, Rudolph Isley, Albert Driver)
18. Sweetest Pie (feat. Dua Lipa) – 3:21 (Oscar Leo-Christensen, Lil Homie, Johnny Homen, Clarence Coffee Jr., OG Parker, Sarah Hudson, KOZ, Nija, Dua Lipa, Megan Thee Stallion)

## Successo commerciale
Traumazine ha esordito alla quarta posizione della classifica statunitense Billboard 200 con 63 000 unità equivalenti ad album, divenendo il quinto progetto discografico dell'artista a riuscirci.

## Classifiche
| Classifica (2022)         | Posizione massima |
| ------------------------- | ----------------- |
| Australia                 | 68                |
| Belgio (Fiandre)          | 190               |
| Belgio (Vallonia)         | 197               |
| Canada                    | 19                |
| Francia                   | 149               |
| Nuova Zelanda             | 27                |
| Regno Unito               | 65                |
| Stati Uniti               | 4                 |
| Stati Uniti (R&B/Hip-Hop) | 3                 |